# Klima- und Transformationsfondsgesetz
Das Klima- und Transformationsfondsgesetz (KTFG) ist ein deutsches Bundesgesetz, durch das ein Sondervermögen ursprünglich unter der Bezeichnung „Energie- und Klimafonds“ – heute „Klima- und Transformationsfonds“ (KTF) – errichtet wurde. Die Mittel stammen vorwiegend aus dem Emissionshandel und Bundeszuschüssen. Der Staatsfonds soll zusätzliche Ausgaben ermöglichen für Maßnahmen, „die der Erreichung der Klimaschutzziele nach dem Bundes-Klimaschutzgesetz […] dienen“.
Im Gegensatz zu normalen Haushaltstiteln wird das Sondervermögen nicht aus Steuermitteln, sondern vor allem aus den Einnahmen gespeist, die der Bund durch Versteigerungen im Rahmen des EU-Emissionshandels und des deutschen Emissionshandels erzielt. Daneben können dem Fonds aus dem Bundeshaushalt jährliche Zuschüsse zufließen sowie, bis zu einer Höhe von insgesamt 20 % des KTF-Wirtschaftsplans, Darlehen gewährt werden.
Das Gesetz erlaubt insbesondere die Finanzierung von Maßnahmen, die die deutsche Volkswirtschaft in Richtung auf Klimaneutralität und Nachhaltigkeit ändern. Außerdem können aus Fondsmitteln der internationale Klimaschutz finanziert und bestimmte Belastungen aus Klimaschutzmaßnahmen ausgeglichen werden: Es sind Zahlungen zum Ausgleich von Belastungen durch steigende Strompreise und für die Stilllegung von Kohlekraftwerken gestattet.
Für den Fonds muss die Bundesregierung zusammen mit dem Haushaltsgesetz einen jährlichen ausgeglichenen Wirtschaftsplan vorlegen und sie muss dem Haushaltsausschuss des Bundestages über die Ausgabenverwendung des Vorjahres Bericht erstatten. Das Bundesfinanzministerium legt jährlich den „KTF-Bericht“ (bis 2022 „EKF-Bericht“) über die Tätigkeit des Energie- und Klimafonds im Vorjahr und über die im aktuellen Jahr zu erwartende Einnahmen- und Ausgabenentwicklung vor. Die Rechnungslegung hat das Bundesfinanzministerium der Rechnung des Bundeshaushaltes anzufügen.

## Entstehung und Entwicklung

### Bis 2020
In der ersten Fassung des Gesetzes war vorgesehen, den Fonds ab 2011 aus einem Teil der zusätzlichen Erlöse zu speisen, die die Kernkraftwerksbetreiber mit der im Herbst 2010 beschlossenen Laufzeitverlängerung erzielt hätten. Dazu vereinbarte die Bundesregierung mit den Betreibern einen „Förderfondsvertrag“. Die Betreiber sollten 2011 und 2012 jährlich 300 Mio. Euro und 2013–2016 jährlich 200 Mio. Euro einzahlen. Ab 2017 sollten sich die Zahlungen nach den zusätzlich produzierten Elektrizitätsmengen und Verbraucherpreisen richten. Daneben sollte ab 2013 ein Teil der Einnahmen aus dem EU-Emissionshandel dem Fonds zugutekommen. Nach der Nuklearkatastrophe von Fukushima revidierte die Bundesregierung jedoch die Laufzeitverlängerung. Wegen des am 14. März 2011 bekanntgegebenen Laufzeit-Moratoriums stellten die Betreiber ihre Zahlungen an den Fonds ein. Insgesamt erzielte der Fonds im Jahr 2011 Einnahmen von 75 Mio. Euro. Die Bundesregierung novellierte daher im Sommer 2011 das Gesetz. Es erlaubte in seiner Fassung vom August 2011 eine einmalige Zuweisung von Bundesmitteln für das Jahr 2011. Seit 2012 fließen zudem alle Erträge aus der Versteigerung von Zertifikaten im Rahmen des EU-Emissionshandels in den Fonds.
Die Entwicklungs- und Umweltorganisationen Oxfam und Germanwatch begrüßten 2012 die mittels des Fonds realisierte Zweckbindung von Einnahmen aus dem Emissionshandel für klimarelevante Ausgaben. Deutschland habe damit Innovationsgeist bewiesen. Die Finanzierung fossiler Kraftwerke und Kompensationszahlungen an stromintensive Unternehmen seien hingegen kontraproduktiv, auch die Förderung der Elektromobilität gehöre nicht in den Fonds. Der Bundesrechnungshof hat den Bund wegen des Fonds seit 2011 wiederholt gerügt und gefordert, die Ausgaben in den Kernhaushalt des Bundes aufzunehmen. Er sah keine Anhaltspunkte für eine bessere Aufgabenerfüllung und höhere Effizienz durch das Sondervermögen.
Weil die Erlöse aus dem Emissionshandel 2012–2014 wegen niedriger Zertifikatpreise stark gesunken waren, blieben die Fondseinnahmen weit unter den Erwartungen. So notierte der Preis Anfang 2012 unter 10 Euro, statt bei eingeplanten 17 Euro pro Tonne Kohlendioxid-Emission. Infolgedessen sperrte die Bundesregierung etwa die Hälfte der für 2012 vorgesehenen Zuweisungen aus KTF-Mitteln. Dadurch gerieten die Finanzierung des Marktanreizprogramms (MAP) für „Erneuerbare Wärme“ und weitere Förderprogramme, wie das „Mini-KWK-Impulsprogramm“, in finanzielle Schieflage. Dieses Problem wurde für das Jahr 2013 gelöst, indem die Kreditanstalt für Wiederaufbau die Finanzierung der von ihr durchgeführten Programme übernahm. Eine weitere, seit dem 1. Januar 2015 geltende Novelle sollte die Einnahmen des Fonds stabilisieren. Sie gestattet der Bundesregierung, dem Fonds jährlich einen Bundeszuschuss aus Haushaltsmitteln zuzuweisen, für den eine Höhe von jährlich um die 800 Mio. Euro bis 2018 erwartet wurde.
Im Rahmen des Klimapaketes 2019 wurde vorgesehen, dass auch die Einnahmen aus dem geplanten deutschen Emissionshandel dem Fonds zugutekommen sollen (→ Brennstoffemissionshandelsgesetz). Auf der Ausgabenseite ist mit der Änderung nunmehr gestattet, aus dem Fonds einen Ausgleich für höhere Strompreise zu leisten, die aus der Einführung des Emissionshandels resultieren können. Betreibern von Kohlekraftwerken können zum Ausgleich für die Stilllegung ihrer Kraftwerke Gelder aus dem Fond gezahlt werden. Die Bundesregierung plante im Oktober 2019 mit Fondseinnahmen von knapp 18,8 Mrd. Euro bis 2023.

### Aufstockung 2021
Mit dem Nachtragshaushaltsgesetz 2021 vom 18. Februar 2022 sollte der Fonds rückwirkend 60 Mrd. Euro zusätzliche Mittel erhalten. Dabei handelte es sich um Kreditermächtigungen, die im ersten Nachtragshaushaltsgesetz zur Bewältigung der Notsituation aufgrund der Corona-Pandemie beschlossen worden waren, die jedoch nicht benötigt wurden. Die Kreditermächtigungen wurden auf den KTF übertragen und sollten mit der Förderung von Klimaschutzmaßnahmen dazu beitragen, die durch die Covid-19-Pandemie verursachte wirtschaftliche Notsituation zu bewältigen (→ Liste der infolge der COVID-19-Pandemie erlassenen deutschen Gesetze und Verordnungen). Die Summe wurde in voller Höhe 2021 verbucht, obwohl das Geld erst in den Folgejahren ausgegeben werden sollte.
Im Juli 2022 wurde der Fonds in „Klima- und Transformationsfonds“ (KTF) umbenannt. Die Mittel zur Bewältigung der Covid-19-Pandemie dürfen nur für bestimmte Klimaschutzinvestitionen und die Abschaffung der EEG-Umlage verwendet werden.
Die Ausgabenzwecke des KTF erfuhren im Lauf der Zeit eine deutliche Ausweitung. Im Finanzplan 2023 bis 2027 wird mit einem Anstieg der Einnahmen aus dem EU-Emissionshandel und dem nationalen Brennstoffemissionshandel von insgesamt 15,9 Mrd. Euro (2023) auf 34,7 Mrd. Euro (2027) gerechnet. Hinzu kommen Mehreinnahmen von knapp 10 Mrd. Euro jährlich aus dem Abgleich mit dem Bundeshaushalt. Die vorhandene Rücklage soll bis 2026 aufgebraucht sein. Auf der Ausgabenseite schlagen vor allem fiskalische Instrumente der Förderung des Klimaschutzes zu Buche: An erster Stelle sind dies 2024 die Gebäudeförderung mit 18,9 Mrd. Euro und die Übernahme der EEG-Umlage mit 12,6 Mrd. Euro. In beiden Bereichen sollen die Ausgaben weiter steigen. Relativ große, aber abnehmende Bedeutung haben die Ausgaben für die Förderung der Elektromobilität (2024: 4,7 Mrd. Euro) und für die Dekarbonisierung der Industrie und Hochlauf Wasserstoff (2024: 3,8 Mrd. Euro). Über den Zeitraum 2023 bis 2027 sollen aus dem KTF insgesamt 12,2 Mrd. Euro in die Mikroelektronik und 12,5 Mrd. Euro in die Bahninfrastruktur investiert werden.

### Erfolgreiche Verfassungsbeschwerde gegen die Aufstockung
Am 15. November 2023 urteilte das Bundesverfassungsgericht, dass die Verschiebung der ursprünglich für die Coronapolitik eingeplanten Kreditermächtigungen in Höhe von 60 Milliarden Euro in den Klima- und Transformationsfonds verfassungswidrig war. Das Gericht gab damit dem Normkontrollantrag von 197 Abgeordneten der CDU/CSU-Bundestagsfraktion statt.
Begründet wurde die Entscheidung damit, dass der Gesetzgeber den „Veranlassungszusammenhang“ zwischen Notsituation und Gegenmaßnahmen nicht ausreichend dargelegt habe, außerdem wurde die Verletzung der Schuldenbremse und die Nichtbeachtung der Haushaltsgrundsätze der Jährlichkeit, Jährigkeit und Vorherigkeit beanstandet.
Aufgrund der Entscheidung reduziert sich der Umfang des KTF um 60 Milliarden Euro, die Kreditermächtigungen verfielen. Den mit dem Verfahren verbundenen Antrag auf Erlass einer einstweiligen Anordnung hatte das Bundesverfassungsgericht mit Beschluss vom 22. November 2022 abgelehnt.